# DC Super Hero Girls (webserie)
DC Super Hero Girls è una webserie distribuita su YouTube basata sul franchise DC Super Hero Girls. La serie è stata distribuita dal 1º ottobre 2015 fino al 27 dicembre 2018 per un totale di 112 episodi.

## Episodi
| Stagione         | Episodi | Pubblicazione | Prima TV Italia |
| ---------------- | ------- | ------------- | --------------- |
| Prima stagione   | 13      | 2015-2016     |                 |
| Seconda stagione | 26      | 2016-2017     |                 |
| Terza stagione   | 26      | 2017          |                 |
| Quarta stagione  | 24      | 2018          |                 |
| quinta stagione  | 23      | 2018          |                 |

## Personaggi e doppiatori
| Doppiatore originale | Personaggio                                                |
| -------------------- | ---------------------------------------------------------- |
| Grey Griffin         | Wonder Woman Giganta Silver St. Cloud Platinum Robin       |
| Anais Fairweather    | Supergirl                                                  |
| Mae Whitman          | Barbara Gordon                                             |
| Tara Strong          | Harley Quinn Poison Ivy Raven                              |
| Teala Dunn           | Bumblebee Artemiz                                          |
| Stephanie Sheh       | Katana Bleez                                               |
| Ashley Eckstein      | Cheetah                                                    |
| Jessica DiCicco      | Star Sapphire Lashina                                      |
| Hynden Walch         | Starfire (o Stella Rubia) Blackfire                        |
| Nika Futterman       | Hawkgirl Cheshire                                          |
| Greg Cipes           | Beast Boy                                                  |
| Josh Keaton          | Hal Jordan Flash Steve Trevor                              |
| Cristina Pucelli     | Catwoman Miss Martian Amethyst, la Principessa di Gemworld |
| Phil LaMarr          | Lucius Fox Killer Moth                                     |
| John DiMaggio        | Wildcat Gorilla Grodd Darkseid Anti-Monitor                |
| Fred Tatasciore      | Killer Croc Solomon Grundy Brainiac Ares Swamp Thing       |